# Fűrész II.
A Fűrész II. (eredeti cím: Saw II) 2005-ös amerikai horrorfilm, melyet Darren Lynn Bousman rendezett. A főbb szerepekben Tobin Bell, Donnie Wahlberg és Shawnee Smith láthatók. A film a titokzatos Kirakós Gyilkos utáni hajszát mutatja be. Bár a rendőröknek végre sikerül elkapniuk őt, vezetőjüket, Matthews nyomozót mégis, szokásához híven egy játékra invitálja, hacsak nem akarja, hogy a fia meghaljon. Emellett "Fűrész" korábbi életútjával és életpályájának változásaival is megismerkedhetünk.

## Cselekmény
Michael Marks (Noam Jenkins) rendőrségi informátor, miután magához tér egy helyiségben, rémülten veszi észre, hogy egy tüskés csapda van a fejéhez rögzítve, a "Vénusz légycsapója" (Venus Fly Trap). Billie-n, a bábun keresztül maga Fűrész üzen az áldozatnak: életének kulcsa a szeme mögé van beültetve. Nem meri azonban kivájni a szemét az előkészített szikével, s ezért meghal. A haláleset színhelyére Eric Matthews nyomozó érkezik, akinek a neve egyébként a tetthelyen fel is van írva a falra. Később Kerry nyomozó (Dina Meyer) és egy SWAT osztag segítségével elkapják a "kirakós gyilkost", John Kramert (Tobin Bell), aki azonban a ráktól láthatóan le van gyengülve. A rendőrök döbbenten veszik észre, hogy az egyik képernyőn nyolc ember látható. John elmondása szerint ezek az emberek egy ismeretlen helyen vannak összezárva, s köztük van Eric fia, Daniel is; valamint hat bűnöző, akiket Matthews nyomozó hamis bizonyítékkal juttatott rács mögé. S köztük van még Amanda, Fűrész korábbi áldozata, aki túlélte a tortúrát. A nyolc embernek két órája van, hogy kijusson a helyről, különben a lassan adagolt mérgező gáz hatására meghalnak. John azt is megígéri Matthews nyomozónak, hogy ha belemegy egy játékba (mindössze beszélgetnie kell vele), akkor a fiát biztonságban vissza fogja kapni. A nyomozó a csapata tanácsára belemegy a játékba, hogy időt nyerjen.
Mindeközben az épületben a nyolc delikvens üzenetet talál arról, hogy különféle próbák kiállásával ellenszerhez, és a kijárathoz vezető kulcshoz juthatnak. Gus Colyard (Tony Nappo) ostobaságnak tartja ezt, és megpróbál kimenni az ajtón, de egy rejtett pisztoly agyonlövi. Kénytelenek hát játszani. Időközben rájönnek, hogy egyikük, Obi Tate (Timothy Burd) segített Fűrésznek elrabolni a többieket, Laura Huntert (Beverly Mitchell) legalábbis egészen biztos; ő, úgy látszik, több mérges gázt lélegzett be. Ő kísérel meg bemászni két, egy égetőben elhelyezett, ellenszert tartalmazó injekciós tűért. Azonban Tate szörnyethal, miután az égetőben tűz üt ki. Ezután egy másik helyiségben a dühödt és erőszakos Xavier Chavez (Franky G) belöki Amandát egy injekciós tűkkel teli lyukba, hogy ellenszerhez jusson, ám nem sikerül időben kinyittatnia vele a zárat.
Mindeközben John elmeséli Matthews nyomozónak élettörténetét: miután gyógyíthatatlan rákkal diagnosztizálták, öngyilkosságot kísérelt meg, de túlélte. Ezután átértékelte életének fontosságát, és ez tette a rögeszméjévé azt, hogy megtanítja az embereket arra, hogy tiszteljék saját életüket. Amikor megérkezik a rendőrség különleges alakulata, hogy felderítsék az események helyszínét, John elmondja Matthews nyomozónak, hogy a bent lévő embereket mind ő juttatta rács mögé koholt bizonyítékokkal, így ha kiderül a srác személyazonossága, nagy bajban lehet. Matthews ideges lesz, és megpróbálja szóra bírni a rejtekhelyet illetően. Összetépi a tervrajzait, de ezzel nem ér célt.
Xavier visszamegy a legelső szobába, hogy ellenszerhez jusson. Ekkor észreveszi a halott Gus nyakán lévő számot. Rájön, hogy a kulcs a kijutásukhoz a mindannyiuk nyakán lévő számkód összeolvasva. Közben a többiek rájönnek Daniel identitására, és ezért ellenségesen viselkednek vele, de hamarosan az őrjöngő Xavier ellenében kell összefogniuk. Xavier megöli vagy hagyja meghalni társait, hogy a számokat megtudja. Amanda és Daniel egy alagúton keresztül elmenekülnek, s végül az első filmből ismert fürdőszobában kötnek ki. Xavier utoléri őket, de mikor rájön arra, hogy a saját számát nem tudhatja meg, levágja nyakáról a bőrt, hogy leolvashassa. Daniel ezután rátámad, majd egy fűrésszel elvágja a torkát.
Mindezt Matthews nyomozó látja a TV-képernyőkön, s rettenetesen dühös lesz. Rátámad Johnra, és arra kényszeríti erőszakkal, hogy vigye el az események színhelyére. Az a hely, ahol John ül, valójában egy lift, amellyel ők ketten elindulnak. Időközben a technikus csapat rájön, hogy az események valójában videóról mentek, s már rég megtörténtek. A két órás időzítő időközben lejár, s ekkor egy széf nyílik ki a technikusok mellett. Ebben megtalálják Danielt, egy oxigénmaszkra kötve. A helyszínre érkező Matthews nyomozót eközben egy disznó-maszkba öltözött idegen leüti. Ébredésekor lábát egy csőhöz láncolva találja, majd nem sokkal később megjelenik az ajtóban Amanda, aki leleplezi magát, mint John tanítványa. Bezárja Matthews nyomozót a sötét és üres helyiségbe, majd elmegy.

## Szereplők
| Színész                      | Szerep                | Magyar hang          | Leírás |
| ---------------------------- | --------------------- | -------------------- | --- |
| Tobin Bell                   | John Kramer / Kirakós | Végvári Tamás        | Sorozatgyilkos, aki arról híres, hogy áldozatainak halálos csapdákat állít be, ahonnan ki kell szabadulniuk. |
| Shawnee Smith                | Amanda Young          | Solecki Janka        | A Kirakós egyik korábbi áldozata, majd annak tanítványa és segédje.                                          |
| Donnie Wahlberg              | Eric Matthews nyomozó | Epres Attila         | Detektívnyomozó, aki a Kirakós-ügyben nyomoz.                                                                |
| Erik Knudsen                 | Daniel Matthews       | Baradlay Viktor      | Eric tinédzser fia, a Kirakós egyik áldozata.                                                                |
| Franky G                     | Xavier Chavez         | Schmied Zoltán       | Bűnöző, akit Eric juttatott börtönbe hamis bizonyítékokkal. A Kirakós egyik áldozata.                        |
| Glenn Plummer                | Jonas Singer          | Kapácsy Miklós       | Bűnöző, akit Eric juttatott börtönbe hamis bizonyítékokkal. A Kirakós egyik áldozata.                        |
| Emmanuelle Vaugier           | Addison Corday        | Törtei Tünde         | Bűnöző, akit Eric juttatott börtönbe hamis bizonyítékokkal. A Kirakós egyik áldozata.                        |
| Tim Burd                     | Obi Tate              | Csík Csaba Krisztián | Bűnöző, akit Eric juttatott börtönbe hamis bizonyítékokkal. A Kirakós egyik áldozata.                        |
| Beverly Mitchell             | Laura Hunter          | Nemes Takách Kata    | A Kirakós egyik áldozata.                                                                                    |
| Dina Meyer                   | Allison Kerry nyomozó | Kerekes Andrea       | A Kirakós-ügyben nyomozó detektív.                                                                           |
| Lyriq Bent                   | Daniel Rigg hadnagy   | Bognár Tamás         | Rendőr, a SWAT egyik tagja.                                                                                  |
| Noam Jenkins                 | Michael Marks         | Seder Gábor          | A Kirakós egyik áldozata.                                                                                    |
| Tony Nappo                   | Gus Colyard           | Holl Nándor          | Bűnöző, a Kirakós egyik áldozata.                                                                            |
| Leigh Whannell (archív hang) | Adam Stanheight       | Csőre Gábor          | Az első film főszereplője, fotós.                                                                            |
| Cary Elwes (archív hang)     | Dr. Lawrence Gordon   | Dörner György        | Az első film főszereplője, John Kramer orvosa.                                                               |